# Kliet
Kliet is een bestuurslaag in het regentschap Aceh Timur van de provincie Atjeh, Indonesië. Kliet telt 837 inwoners (volkstelling 2010).